# Одеонсплац
„Одеонплац“ (на немски: Odeonsplatz – Одеонов площад) е голям площад в центъра на Мюнхен, Германия.
Той е разработен в началото на XIX век от Леополд фон Кленце. Площадът е наречен на бившата концертна зала „Одеон“. Намира се близо до Резиденц и Театинската църква. Районът е арена на смъртоносната престрелка, с която е приключил хитлеристкият Бирен пуч през март 1923 г.

## Забележителности
Одеонплац се намира северно от Стария град на границата между Алтщат-Лехл (на изток) и Мюнхен (на запад). На запад е сградата на „Одеон“, сега помещаваща Баварското Министерство на вътрешните работи, а също така и подобието на Палацо Фарнезе в Рим - Лейхтенбергския Дворец, сега Баварско Министерство на финансите. На изток се намира седалището на „Сименс“. Близката Фелдхернхале е копие на известния лоджия Ланци във Флоренция. Одеонплац се обслужва от метро-станция със същото име и Museenlinie - музейна автобусна система. От 1972 г. в Южния край на площада е част от Централно-Мюнхенската пешеходна зона.

## История
- През 1790 от съветниците на крал Лудвиг I Баварски са били направени планове за премахването на старите градски стени и замяна на Мюнхенския порта (Schwabinger Тоr) с нов площад и така да се постави началото на маршрут в италиански неокласически стил от хотел Residenz до Двореца „Нимфенбург“ (във Фюрстенвег).
- През 1833 година е издигнат и обелиск в памет на баварските войници, убити в битките с Наполеон по време на руската кампания[2].
- През 1862 г. конната статуя на Лудвиг I е добавен в началото на улицата между Одеон и двореца Лейхтенберг; тя е разработена от Лудвиг Шванталер.

Одеонплатц традиционно е важно място за провеждане на паради и масови мероприятия, включително и погребални процесии (най-тази а Франц-Йозеф Щраус през 1988 г.), паради на победата (за баварските войски, които вземат участие във Френско-пруската война 1871 г.), вип-трибуна при годишния парад на Октоберфест.
Одеонплатц, заедно с Мариенплац, остава важно място за обществени събирания и демонстрации.